# Инородная управа
Инородная управа — звено в системе самоуправления инородцев, низший административный орган в отдельных странах (краях, областях) Российской империи. 

## История
Инородные управы созданы в соответствии с «Уставом об управлении инородцев» (1822 год). Управа инородцев объединяла ряд аилов («стойбищ»), была представлена головой («гулва», башлык) и заседателями. В её обязанности входили наблюдение и контроль за действиями низовых стойбищных управлений, выполнение и проведение в жизнь распоряжений Степной думы, раскладка ясака, некоторые судебные функции.
Находилась в непосредственном подчинении земской полиции и через неё окружному суду. На протяжении XIX века, в результате частого перемещения кочевого населения внутри Степных дум и за их пределы, инородческие управы превратились в высшее звено в системе управления хакасов и других неславянских народов России.
Деятельность инородческих управ регламентировалась «Положением об инородцах» (1892 год), по которому инородная управа состояла из Головы, двух выборных, письмоводителя и его помощников. С 1898 года инородные управы перешли в подчинение крестьянским начальникам. Компетенция инородной управы была аналогичной предметам ведения и порядку действий волостного правления. Она явилась низшим административным органом, беспрекословно исполняющим предписания вышестоящих органов, несущим ответственность за уплату населением податей.

## Примеры
- Аскизская инородная управа
- Арматская инородная управа[4]
- Баргузинская инородная управа[5]
- Цонгольская инородная управа
- и другие.